# La bara del Dottor Sangue
La bara del Dottor Sangue (Doctor Blood's Coffin) è un film britannico del 1961 diretto da Sidney J. Furie.